# Octave de Chabannes
Pour les articles homonymes, voir Curton.
Le vicomte Octave Pierre Antoine Henri de Chabannes-Curton de La Palice, né à Paris le 16 mai 1803 et mort à Paris le 7 mars 1889, est un amiral, administrateur colonial et homme politique français.

## Biographie
Octave de Chabannes est le fils de Jean Frédéric de Chabannes-Curton et de Annette Van Lenneps. 
Admis à l’École polytechnique en 1823, il opte ensuite pour une carrière dans la Marine.
Prenant la relève de l'intérim assumé par le magistrat Jean-François Vidal de Lingendes, il est gouverneur de la Guyane de 1851 à 1852.
Promu Vice-amiral le 24 décembre 1861, il est nommé préfet maritime de Cherbourg en 1863, puis préfet maritime à Toulon le 19 avril 1864 et quitte le service actif en 1868.
Il est nommé sénateur le 18 novembre 1867.

## Distinctions
Il est fait grand officier de la Légion d'honneur le 29 octobre 1864.